# Єдність (киргизстанська політична партія)
Є́дність (кирг. Биримдик або Бірімдік), офіційна назва Партія демократичного соціалізму — євразійський вибір «Єдність» (кирг. «Биримдик» демократиялык социализм – евразиялык тандоо партиясы) — провладна проросійська політична партія Киргизстану. 

## Історія
Спочатку заснована як Демократична партія «Єдність» 2005 року, партія була перейменована та реорганізована у вересні 2019 року, після того, як міжпартійні конфлікти призвели до виходу кількох членів з Сооронбаєм Єенбековим до Соціал-демократичної партії Киргизстану. Колишній член СДПК Марат Аманкулов був обраний лідером партії на першому з'їзді реформованої партії. «Єдність» отримала найбільше голосів і місць на парламентських виборах 2020 року, тоді як СДПК не брала участі у виборах в результаті розколу.
Станом на 2019 рік «Єдність», попри те, що вона називається демократичною соціалістичною партією, фактично є наступницею СДПК, лівоцентристської соціал-демократичної партії з деякими центристськими тенденціями.
2 жовтня 2020 року Центральна виборча комісія Киргизстану відмовила у знятті партії «Биримдик» та її керівника Марата Аманкулова з виборів в Жогорку Кенеш. Причиною для подачі заяви стало висловлювання Аманкулова про Росію: «Тридцять років показали, що нам треба повертатися. На волі добре, а вдома краще».
Згідно з офіційно оголошеними результатами парламентських виборів, що пройшли 4 жовтня 2020-го, партія Биримдик Амалова набрала 24,9 % голосів, посівши перше місце. Це викликало хвилю невдоволення серед населення, в Бішкеку та інших містах Киргизстану почалися масові протести проти можливої фальсифікації виборів.

## Помітні члени
- Марат Аманкулов (керівник партії)
- Асильбек Йенбеков (брат президента Сооронбая Єенбекова)
- Улукбек Кочкоров, міністр праці
- Аліза Солтонбекова, заступник міністра праці
- Аїда Касималієва, колишня журналістка Радіо Свобода, заступниця спікера Жогорку Кенеша з грудня 2018 року